# Heresy
Heresy was een toonaangevende Britse hardcore punkgroep in de jaren tachtig van de 20e eeuw. De band heeft tevens een belangrijke rol gespeeld in de ontwikkeling van de grindcore en crustcore.

## Geschiedenis
De groep werd aanvankelijk opgericht onder de naam "Plasmid" door zanger gitarist Reevsy, zijn 15-jarige neef Steve op drums en bassist Kalv Piper. Belangrijke invloeden voor de band waren onder andere het Britse Discharge en de snelheid van Amerikaanse groepen als M.D.C., Siege en D.R.I..
Later werd de bandnaam Heresy gekozen en rond kerst 1985 nam de groep een flexidisc (een buigbare 7 inchsingle) op met zes eigen nummers. Deze single werd onder de naam Never Healed uitgebracht door Digby "Dig" Pearson en bassist Kalv die samen een label waren begonnen en vlak voor de release nog snel een labelnaam verzonnen, zijnde Earache. (Het nummer 'Dead' van deze single belandde in 1989 op de Earache verzamelaar Grindcrusher)
In deze tijd trad Heresy regelmatig op met de band Napalm Death. De drummers van beide band maakten er een vriendelijke sport van welke band op een avond het snelst kon spelen. Deze onderlinge onschuldige wedstrijdjes zijn van veel belang gebleken voor de ontwikkeling van de grindcore.
In 1986 verrichtte de groep opnames voor een split-lp op met de band Concrete Sox. In de tussentijd was drummer John March van Concrete Sox tot Heresy toegetreden als zanger en zong de reeds opgenomen zangpartijen van Reevsy opnieuw in. Uiteindelijk werd het album in 1987 uitgebracht.
Inmiddels kon oprichter Reevsy wegens verplichting elders niet meewerken aan een tournee. Dit leidde ertoe dat hij werd vervangen door gitarist Mitch Dickinson van de band Unseen Terror. De vernieuwde band trad op door heel Europa. Door een Duitse fan werden vier nieuwe nummers als de ep Thanks uitgebracht in eigen beheer. Ook leverde de groep twee nummers voor een compilatiealbum, genaamd Bailey Brothers - Diminished Responsibility. Vlak voor een optreden dat de band zou gaan geven voor de BBC-adio in het programma van John Peel, brak de groep met Earache.
Uiteindelijk verliet Dickinson de groep en werd vervangen door Ripcord gitarist 'Baz' Ballam. In deze line-up nam de band haar bekendste doch slechtst geproduceerde en minst als Heresy klinkende album uit, Face Up To It. Tevens werden de ep Whose Generation en het album 13 Rocking Anthems dat bestond uit nieuwe ‘Peel Sessies’ uitgebracht.
De groep werd opgeheven in december 1988.

## Retrospectieven
- In 1990 werd door Earache postuum nog een retrospectief album uitgebracht onder de titel Never Slit Thanks met daarop de eerste drie releases van de groep.
- Een Duits label, Lost And Found, bracht onder de naam "Voice Your Own Opinion" en "Visions Of Fear" een tweetal Heresy verzamelaars uit.
- In 2006 brengen Steve en Kalv in samenwerking met het label Boss Tuneage de oude opnames van Heresy opnieuw uit in trilogie-vorm.
  - Het eerste deel, getiteld 1985-1987 bestaat uit de eerste demo, flexdisc en de Thanks-ep.
  - Het tweede deel is het album Face Up To It met toegevoegd 12 niet eerder uitgebrachte nummers.
  - Het derde deel zal nog verschijnen.
- Tevens is er een dvd uitgebracht, getiteld 1987, met daarop livenummers uit 1987.

## Discografie
- Never Healed, flexi-ep (1986)
- Heresy/Concrete Sox, split-lp (1987)
- Thanks!, 7" (1987)
- Face Up To It, lp (1988)
- Whose Generation?, 7" (1989)
- 13 Rocking Anthems, lp (1989)
- Live At Leeds, 7" (1990)